# دوبنا (ولگا)
دوبنا (انگلیسی: Dubna) یک رودخانه در استان مسکو کشور روسیه است.